# Mouloud Feraoun

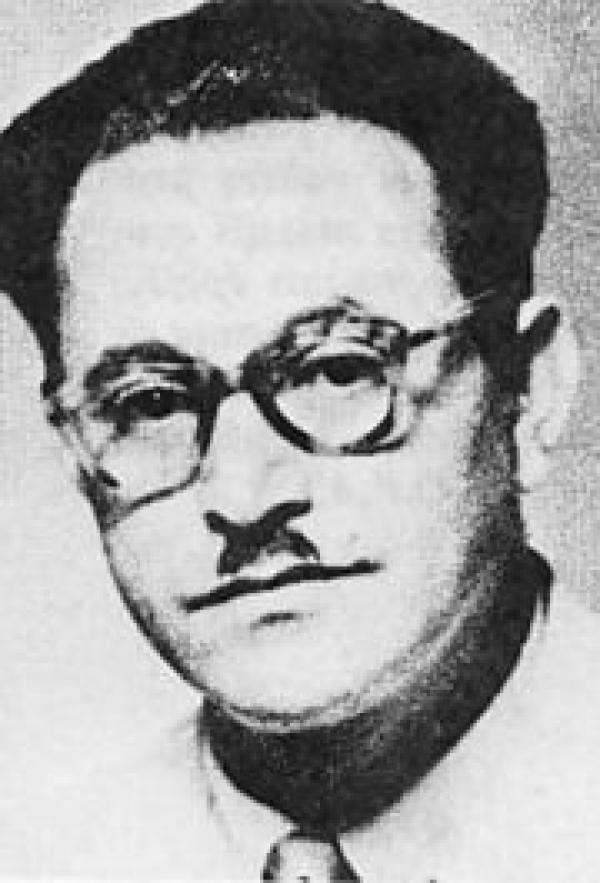
Foto Mouloud Feraoun.

Mouloud Feraoun (Tizi Hibel, Cabilia, 8 de marzo de 1913 - 15 de marzo de 1962) fue un maestro de escuela y escritor argelino en lengua francesa. Fue asesinado por la OAS algunos meses antes de la proclamación de la independencia de Argelia. Dejó escrito en su diario:

La guerra de Argelia se acaba. Paz a los que han muerto. Paz a los que sobrevivirán. Cese el terror. ¡Viva la libertad!

## Biografía
Estudió primero en su pueblo natal, pasó en 1928 a la escuela primaria superior de Tizi Uzu y en 1932 ingresa en la Escuela Normal de Bouzereah, en la actual provincia de Argel. Tres años más tarde es nombrado maestro en Tizi Hibel, donde se casa con su prima Debhia, que le dará siete hijos. En 1946 es trasladado a Taourirt Moussa y once años después deja la Cabilia al obtener el puesto de director de la Escuela Nador en Clos-Salembier, hoy El Madania, una comuna de Argel.
Feraoun es autor de la que se considera la "primera novela de la literatura argelina contemporánea", El hijo del pobre (1950), cuyo protagonista es Menrad Feroulou, un anagrama de su propio nombre. En 1951, el mismo año en que termina su segunda novela autobiográfica La tierra y la sangre, entra en correspondencia con Albert Camus, el gran escritor y filósofo francés nacido en Argelia.
Cantor de Cabilia, durante el día se dedicaba a la enseñanza, por las noches escribía bajo la luz de una lámpara de queroseno. Hombre amante de su tierra, creía que la cultura no era inmóvil, que evolucionaba y cambiaba en contacto con las demás, incluso si esta era considerada como enemiga. 
El 15 de marzo de 1962, una semana después de cumplir 49 años y tres días antes de que se firmara el alto el fuego de la guerra de Independencia de Argelia, en los acuerdos de Évian, fue asesinado, con otros cinco colegas, por un comando de la OAS (Organización del Ejército Secreto), en Argel. Está enterrado en su natal Tizi Hibel.

## Premios
- Premio Literario Ciudad de Argel 1950 por El hijo del pobre
- Premio a la Novela Popular 1953 (Francia) por La tierra y la sangre

## Obras
- Le fils du pauvre, 1950 (El hijo del pobre, Ediciones del Oriente y del Mediterráneo, 2001)
- La terre et le sang - 1953
- Jours de Kabylie - 1954
- Les Isefra de Si Mhand Oumhand, 1960
- Les chemins qui montent - 1957
- Journal, 1955 - 1962
- Lettres à ses amis, 1969
- L'anniversaire, 1972
- La Cite des Roses, 2008